# دوغ هيلتون
دوغ هيلتون (بالإنجليزية: Doug Hilton) هو عالم أحياء جزيئية أسترالي، ولد في 13 يونيو 1964 في Eton, Berkshire ‏ في المملكة المتحدة.